# フランキー・ニュートン
フランキー・ニュートン（Frankie Newton、1906年1月4日 - 1954年3月11日）は、アメリカのバージニア州エモリー出身のジャズ・トランペット奏者。1920年代から1930年代にかけて、サム・ウッディング、チック・ウェッブ、チャーリー・バーネット、アンディ・カーク、チャーリー・"フェス"・ジョンソンらが率いるバンドを含むいくつかのニューヨークのバンドで演奏した。1940年代にはラッキー・ミリンダーとピート・ブラウンが率いるバンドで演奏を行っている。ニューヨークやボストンのクラブでは、ピアニストのアート・テイタム、ピアニストのジェームズ・P・ジョンソン、ドラマーのシド・カトレット、クラリネット奏者のエドモンド・ホールといったミュージシャンたちと一緒に演奏した。
彼はベッシー・スミス最後のレコーディング (1933年11月24日)、マキシン・サリヴァンの『Loch Lomond』、1939年のビリー・ホリデイによるオリジナル・アルバム『奇妙な果実』のセッションに同行した。
1937年3月から1939年8月までの間に、ニュートン名義による一連の8回のレコーディング・セッションがプロデュースされた。1937年の3回のセッションは、アーヴィング・ミルズのバラエティ・レーベルのために行われた。1939年には、ビクターでの6曲のセッション、ボカリオンでの4曲のセッション、ブルーノートでの1曲のセッション（2回）、最後にボカリオンでの2曲のセッションを録音し、合計14曲を記録している。
また、営業時間後のハーレムで録音された「Sweet Georgia Brown」と「Oh, Lady Be Good!」の拡張バージョンで、アート・テイタムと共演した。これらは最終的にテイタムのアルバム『God Is in the House』の一部として1973年にリリースされ、最初はLPで、後にCDでリリースされた。
政治的には、ニュートンは共産主義者として知られていた。共産主義者の歴史家であるエリック・ホブズボームは、彼に敬意を表して「フランシス・ニュートン」というペンネームで『ニュー・ステイツマン』誌にジャズ批評を書いた。

## ディスコグラフィ

### コンピレーション・アルバム
- The Story Of A Forgotten Jazz Trumpeter (2002年、Jasmine) ※Frank Newton名義